# 石原萌
石原 萌（いしはら もえ、1986年5月23日 - ）は、日本の元タレント・元歌手。沖縄県那覇市出身。Folder及びFolder5の元メンバー。

## 経歴
- 沖縄アクターズスクールから誕生したユニットFolder5のメンバーとして活動していた。ソロパートはあったものの、ほぼバックダンサー、コーラスが中心だった。
- 有限会社CAT'S EYEに所属してからは、出身地である沖縄を中心としたタレント活動を行っていた。
- 2008年2月に那覇市久茂地の開かれた第23回沖縄県「泡盛の女王」選出大会で3人の女王の1人に選ばれ、1年間女王としてPR活動した。
- 沖縄県を主軸にタレントやリポーター、ラジオDJとして活動していた。現在の本人のTwitterによると、元Folder5のAKINA、満島ひかりと同じく東京に生活の場を移している。

## 人物
- Folder5のメンバーとは現在でも親交があり、満島ひかりが結婚した際にはブログでも祝福していた。
- 2011年に沖縄に帰郷したAKINAと再会している。このときの写真をAKINAがブログに掲載し、Folder5の活動休止後、初めてメンバーが公に集まった。
- あだ名は「豚足」。これは「HEY!HEY!HEY! MUSIC CHAMP」に出演した際に、阿嘉奈津と共に松本人志にあだ名を付けて欲しい、どついて欲しいと懇願した時に付けられた。以後、イジられキャラとなり、石橋貴明にもイジられた他、ジェニーいとうにもマネされている。
- 泳げない。

## メディア

### TV
- 『きんくる 〜沖縄金曜クルーズ〜』（NHK）
- 『沖縄BON』（琉球放送）
- 『琉神マブヤー外伝 SO!ウチナー』（琉球放送）
- 『オキナワノコワイハナシ』
- 『Soleいいね第二弾 沖縄ツアー』
- 『琉神マブヤー4』（2013年、RBC） - ミノカサーゴ 役
- 『こきざみぷらす』（2014年8月16日、琉球朝日放送） - 「あなたにサラダ選手権」初代女王
- 『HEART BEAT ～ここに君がいる～』（2014年11月1日、OTV） - 真地もえ 役

### ラジオ
- 『スマートフォン王国』（沖縄ラジオ）

### CM
- 久米島の久米仙
- 労働金庫連合会

### その他
- 外為どっとコム小学生綱引きリポーター
- Hondaインサイト試乗キャンペーンイメージガール
- サンエー広告